# Wilhelm Jung (Journalist)
Wilhelm Jung (geboren 9. Oktober 1912 in Mannheim; gestorben 8. April 1980 in Hamburg) war ein deutscher  Journalist im Nationalsozialismus und Diplomat in der Bundesrepublik. 

## Leben
Wilhelm Jung war ein Sohn des Reichsbahninspektors Georg Jung und der Katharina Schickel. Er besuchte das Realgymnasium Hattingen und trat zum 28. Dezember 1925 der NSDAP bei (Mitgliedsnummer 26.491). Jung studierte ab 1931 in Bonn, Innsbruck, Münster, Berlin und Paris Geschichte, Zeitungswissenschaft, Völkerrecht und Germanistik. Ab 1932 schrieb er als Redakteur für den Dortmunder General-Anzeiger und für die Parteizeitung Westfälische Landeszeitung – Rote Erde. Er wurde 1937 Bannführer in der Reichsjugendführung. Im selben Jahr schrieb er als außenpolitischer Redakteur für den Zeitungsdienst Graf Reischach und war ab Juni 1939 bis August 1939 Korrespondent in Paris.  
Jung trat im Dezember 1939 in die Nachrichten- und Presseabteilung des Auswärtigen Amts ein und erhielt eine Anstellung als wissenschaftlicher Hilfsarbeiter. Im Mai 1940 wurde er im Rang eines Leutnants als Kriegsberichterstatter zur Wehrmacht abgeordnet. Jung war der Luftwaffe zugeordnet und war in Nordafrika und an der Ostfront eingesetzt. Er erhielt für seine Beteiligung an Fronteinsätzen eine Vielzahl militärischer Auszeichnungen.
Nach Kriegsende hielt Jung sich als freier Publizist in Hamburg auf, arbeitete für den Nordwestdeutschen Rundfunk und schrieb unter anderem für die Rheinische Post und die Stuttgarter Nachrichten. Jung heiratete 1950 Hildegard Niemann, sie hatten vier Kinder.
Im Jahr 1959 trat Jung in den Diplomatischen Dienst der Bundesrepublik ein und wurde als Pressereferent ab 1962 in Algerien, ab 1966 in Ägypten und ab 1972 bis 1978 bei der deutschen Botschaft in Brüssel eingesetzt. 

## Schriften
- England in englischer Kritik. Berlin, 1940